# ジョー・コーニッシュ
ジョー・コーニッシュ（Joe Cornish、1968年12月20日 - ）は、イングランドのコメディアン、テレビ・ラジオパーソナリティ、映画監督、脚本家、俳優である。長年、アダム・バクストンと共にコメディ・デュオアダム・アンド・ジョーを組んでいる。
2011年、『アタック・ザ・ブロック』で映画監督デビューを果たした。また、スティーヴン・モファットとエドガー・ライトと共同で脚本を書いた『タンタンの冒険/ユニコーン号の秘密』が公開された。

## 生い立ち
ロンドンで生まれる。アダム・バクストンやルイス・セローと同じウェストミンスター・スクールに通った。

## 手掛けた作品

### 映画
- アタック・ザ・ブロック Attack the Block (2011) - 監督・脚本
- タンタンの冒険/ユニコーン号の秘密 The Adventures of Tintin: The Secret of the Unicorn (2011) - 脚本
- アントマン Ant-Man (2015) - 脚本・原案
- クエスト・オブ・キング 魔法使いと4人の騎士 The Kid Who Would Be King (2019) - 監督・脚本

### テレビ
- ロックウッド除霊探偵局 Lockwood ＆ Co.（2023） - 監督、脚本、製作総指揮[2] [3]

## カメオ出演
| 年   | タイトル                       | 役割                         | ノート         |
| ---- | ------------------------------ | ---------------------------- | -------------- |
| 1999 | ノッティングヒルの恋人         | アナのサインを受け取るファン | クレジットなし |
| 2004 | ショーン・オブ・ザ・デッド     | 兵士によるゾンビショット     | クレジットなし |
| 2007 | ホットファズ                   | ボブ                         |                |
| 2017 | スターウォーズ：最後のジェダイ | レジスタンストルーパー       | クレジットなし |
| 2023 | ロックウッド除霊探偵局         | 銘板を取り付けるフードの男性 |                |